# Sabaithawa
Sabaithawa (nep. सबैठवा) – gaun wikas samiti w środkowej części Nepalu w strefie Narajani w dystrykcie Parsa. Według nepalskiego spisu powszechnego z 2001 roku liczył on 561 gospodarstw domowych i 3831 mieszkańców (1824 kobiet i 2007 mężczyzn).